# 卓尼县
卓尼县（藏語：ཅོ་ནེ་རྫོང，威利转写：co ne rdzong，藏语拼音：Jonê Zong）是中华人民共和国甘肃省甘南藏族自治州下属的一个县。历史上是藏族杨姓卓尼土司辖区。洮砚产于当地洮砚乡。

## 行政区划
卓尼县下辖11个镇、3个乡、1个民族乡：
柳林镇、木耳镇、扎古录镇、喀尔钦镇、藏巴哇镇、纳浪镇、洮砚镇、阿子滩镇、申藏镇、完冒镇、尼巴镇、刀告乡、恰盖乡、康多乡和杓哇土族乡。